# Digna (Jura)
Digna település Franciaországban, Jura megyében. Lakosainak száma 368 fő (2022. január 1.). Digna Cousance, Chevreaux, Gizia, Cuiseaux és Le Miroir községekkel határos.

## Népesség
A település népességének változása:
| Lakosok száma | 267  | 322  | 326  | 340  | 362  | 357  | 350  | 359  | 363  | 368  |
|               | 1968 | 1982 | 1990 | 2006 | 2013 | 2015 | 2017 | 2019 | 2020 | 2022 |